# 作人職
作人職（さくにんしき）とは、荘園や公領で田畠の耕作を請負った作人が持っていた所職。後には略称であった作職（さくしき）の呼称が一般化した。また、作主職（さくしゅしき）・百姓職（ひゃくしょうしき）などと呼ばれる所職も同一のものである。

## 概要
作人の概念は平安時代には登場していたが、この頃は耕作権のことを作手と称していた。鎌倉時代（13世紀）になると、名体制の衰退・解体や名主職の成立をはじめとする職の分化に伴って、耕作権のみならず作人としての地位や得分（収益権）を含めた職としての作人職（作職）が成立したと考えられているが、その過程や作手との関連性の有無など不明な点も残している。作人職（作職）を持つ者は当該田畠を耕作して年貢を荘園領主（本家）に、加地子を名主に負担をすることと引換に余剰である収益を得分とすることが出来た他、第三者への売買譲渡の対象ともなった。
作人になった者は必ずしも自己で耕作するとは限らず、更に小作に出して自らは耕作をせずに中間的な収益（作徳・作合）のみを受け取ることが行われていたが、14世紀に入ると人職（作職）が持っていた耕作権が分離して、実際の耕作者（下作人）が持つ職が下作権として成立したために、作人職（作職）は下作人から一定の作徳を受ける収益権の要素を強め、また売買譲渡の結果として実際に耕作を行わない商人や国人・土豪、寺社などが名主職・作人職（作職）を買得集積するようになっていった。
16世紀末期に行われた太閤検地は名主職・作人職（作職）やその間に介在する中間的な収益の存在を否認し、実際に耕作を行っている下作人および一部の作人が持つ耕作権のみを認めて検地帳に登録し、領主に対する貢租への一本化を図った。